# Martyrenes dag (Panama)
Martyrenes dag er en helligdag i Panama til minde om oprøret over uafhængigheden af Panamakanalzonen 9. januar 1964. Oprøret startede efter, at Panamas flag blev revet i stykker ender en konflikt mellem panamanske studenter og kanalzonens politi. Oprøret bliver karakteriseret som en vigtig faktor i USA's beslutning om at overgive kontrollen over Panamakanalen og kanalzonen til Panama med underskrivelsen af Torrijos-Carter-traktaterne i 1977.
Omkring 22 panamanere og 4 amerikanske soldater mistede livet under urolighederne.

## Baggrund
Efter Panama opnåede uafhængighed fra Colombia i 1903 med støtte fra USA, var der stor modstand blandt Panamas befolkning mod Hay-Bunau Varilla-traktaten, der gav amerikanerne kontrol over Panamakanalzonen. Panamakanalzonen var et amerikansk kontrolleret militært territorium i et 8 km spænd omkring Panamakanalen, der havde til formål at sikre USA's kontrol over den kanal, de havde finansieret og konstrueret.
I januar 1963 gik den amerikanske præsident John F. Kennedy med til at lade Panamas flag stå ved siden at det amerikanske flag på alle ikke-militære områder i kanalzonen. John F. Kennedy blev dog myrdet inden hans ordrer blev ført videre. En måned efter Kennedys død udstedte guvernøren i Panamakanalzonen Robert J. Fleming, Jr. en ordre, der begrænsede Kennedys beslutning. Flemings beslutning indebar at det amerikanske flag ikke skulle hejses uden for kanalzonens skoler, politistationer, postkontorer og andre steder, hvor det hidtil havde været hejst. Men Panamas flag skulle heller ikke hejses. Guvernørens beslutning blev af mange fortolket som om at USA gjorde krav på uafhængighed over området på Panamas bekostning.
Som svar udbrød demonstrationer, hvor blandt andet en episode ved Balboa High School eskalerede situationen. Et panamansk flag blev revet i stykket, hvilket udløste de voldsomme demonstrationer.